# Jia Kui
Jia Kui, (174-228 d. C.), originalmente nombrado Jia Qu, nombre de cortesía Liangdao, fue un general y oficial militar chino que vivió a finales de la dinastía Han Oriental. Sirvió al reino de Cao Wei durante el período de los Tres Reinos.

## Vida
Jia Kui procedía del Condado de Xiangling (襄陵縣), Comandancia Hedong (河東郡), que es el actual Condado de Xiangfen, Shanxi. Después de varios cargos como prefecto, administrador y registrador del Canciller Imperial, Jia Kui fue nombrado Marqués Secundario por su trabajo en mantener sus jurisdicciones preparadas para la batalla y bien suministradas. Durante una escaramuza con las fuerzas enemigas del estado rival de Cao Wei, Wu Oriental, Jia Kui derrotó al general Wu, Lü Fan, ganando numerosos elogios.
En 228, durante el reinado de Cao Rui, Jia Kui y Cao Xiu fueron puestos al mando de un ejército para invadir Wu. Esto desembocó en la Batalla de Shiting. Cao Xiu se dio cuenta de la artimaña del general Wu, Zhou Fang, quién fingió desertar al lado Wei. Aun así, Jia Kui también encontró sospechosa la deserción de Zhou, y le mantuvo vigilado. Aunque las fuerzas Wu ganaron la batalla, Jia Kui logró salvar a Cao Xiu tras la derrota y protegió su retirada.
Un hijo de Jia Kui, Jia Chong, fue un asesor cercano del regente Wei Sima Zhao y continuó sirviendo como oficial de la dinastía Jin después del fin del período de los Tres Reinos, siendo nombrado duque después de que su hija Jia Nanfeng se casó con el futuro Emperador Hui.